# Жигулин, Алексей Михайлович
Алексе́й Миха́йлович Жигу́лин (род. 29 января 1979, Семипалатинск, Казахская ССР, СССР) — государственный и общественный деятель Донецкой Народной Республики. Депутат Народного Совета Донецкой Народной Республики от фракции «Свободный Донбасс» первого и второго созывов (2014—2018,с 2018 года — по настоящее время). Руководитель фракции «Свободный Донбасс».Председатель Комитета Народного Совета Донецкой Народной Республики по уголовному и административному законодательству. В 2015 году был избран председателем Совета адвокатов Донецкой Народной Республики.
Из-за вторжения России на Украину Жигулин был внесён в санкционные списки стран Евросоюза и ряда других стран.

## Биография

### Происхождение
Родился 29 января 1979 года в городе Семипалатинске (Казахская ССР), в семье военных. В 1992 семья эмигрировала в Краснодарский край РФ, где в 1995 он окончил школу-гимназию. В том же году вместе с родителями переехал в г. Донецк, где проживает в настоящее время.

### Образование и карьера
В 1998 году окончил Донецкий институт управления (специальность — правоведение). В 2001 году окончил Донецкий институт внутренних дел при Донецком национальном университете Украины (специальность — правоведение). С 2011 по 2013 год изучал МВА (Master of Business Administration) в Международном институте менеджмента (МИМ-Киев). В 2012 году стажировался в Tepper School of Business Carnegie Mellon University, PA, USA (управление персоналом, проектный менеджмент).
С 2013 по 2014 год учился в Международной Школе Бизнеса IBS Днепропетровского университета им. А. Нобеля по программе «Психология в бизнесе».
Имеет свидетельство о праве на занятие адвокатской деятельностью № 1612 от 23.01.2004 г., выданное Донецкой областной квалификационно-дисциплинарной комиссией адвокатуры.
Трудовую деятельность начал в 1999 году — юрисконсультом предприятия.
С 2000 года — юрист Адвокатской компании «СВI Донецк».
В 2001 году организовал в партнерстве Аудиторскую фирму «Аспект».
С 2003 года самостоятельно практиковал в качестве юриста, адвоката по гражданским, хозяйственным и уголовным делам.
В период с 2004 по 2014 годы — руководитель Адвокатской компании «Жигулин и Партнеры», основные направления практики — хозяйственное, уголовное, гражданское право и процесс, корпоративные конфликты.
В сентябре 2014 года в связи с событиями, происходящими на территории Донбасса, Адвокатская компания «Жигулин и Партнеры» объявила о приостановлении своей деятельности.

## Общественная, научная и политическая деятельность
С конца 2014 года активно занимался правозащитной работой в пользу населения Донецкой Народной Республики в том числе сбором, подготовкой и передачей исков о взыскании пенсионных выплат в суды, находящиеся в юрисдикции Украины, в международные суды (ЕСПЧ, МУС) о возбуждении дел против Украины, поданных в интересах отдельных граждан, пострадавших в результате агрессии Украины.
С мая 2015 года принимал активное участие в составе инициативной группы по созданию Совета адвокатов Донецкой Народной Республики. 20 июня 2015 года был избран председателем Совета адвокатов ДНР. Приоритетом в работе руководителя Совета адвокатов Алексей Жигулин ставил постоянное повышение квалификации адвокатского сообщества, путем проведения научно-практических семинаров, лекций, встреч с иностранными коллегами. За период работы Совета адвокатов под руководством А. М. Жигулина бесплатной правовой помощью было обеспечено свыше 600 уголовных дел.
23 июня 2016 года Алексей Жигулин принял присягу депутата Народного Совета Донецкой Народной Республики. Вошел в состав Комитета Народного Совета по гражданскому, уголовному, арбитражному и процессуальному законодательству. С 12 февраля 2017 года избран председателем Комитета Народного Совета Донецкой Народной Республики по уголовному и административному законодательству.
11 ноября 2018 года был избран депутатом Народного Совета Донецкой Народной Республики в составе списка Общественного движения «Свободный Донбасс».
19 ноября 2018 года принял присягу депутата Народного Совета Донецкой Народной Республики ІІ созыва и был избран руководителем фракции Общественного движения «Свободный Донбасс» в Народном Совете Донецкой Народной Республики.
23 ноября 2018 года повторно избран председателем Комитета Народного Совета по уголовному и административному законодательству.
Является помощником председателя партии Справедливая Россия Миронова С. на территории ДНР и ЛНР.

### Законодательные инициативы
Концепция уголовной политики Донецкой Народной Республики, реализация которой началась в апреле 2017 г., в декабре получила одобрение депутатского корпуса. В 2018 году данная концепция продолжит реализовываться посредством принятия ряда основополагающих нормативных правовых документов:

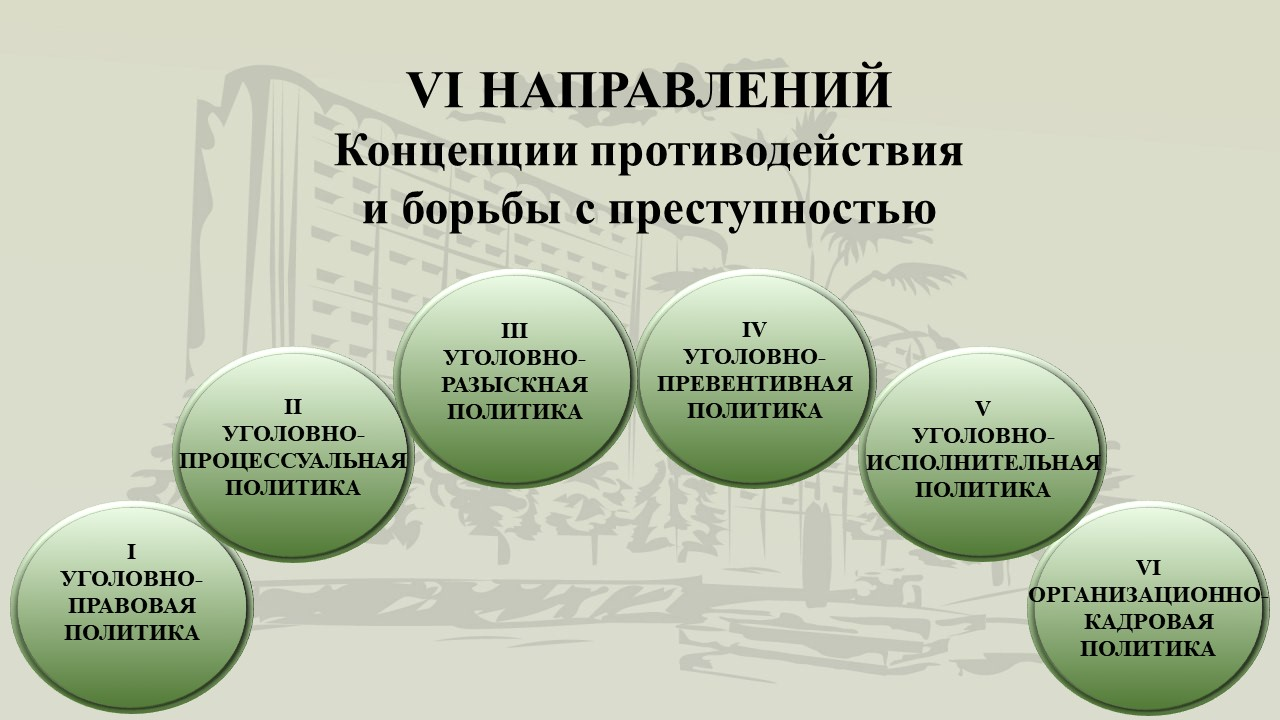
Концепция Уголовной политики Донецкой Народной Республики

- Кодекса Донецкой Народной Республики об административных правонарушениях;
- Уголовного кодекса Донецкой Народной Республики (в новой редакции);
- Уголовно-процессуального кодекса Донецкой Народной Республики[19];
- Уголовно-исполнительного кодекса Донецкой Народной Республики[20].

Является автором:
- Закона Донецкой Народной Республики "О внесении изменений в Закон Донецкой Народной Республики «О государственной регистрации вещных прав на недвижимое имущество и их ограничений (обременений)»;
- Закона Донецкой Народной Республики «Об оперативно-разыскной деятельности»;
- Закона Донецкой Народной Республики «О следственном комитете Донецкой Народной Республики»[21][22];
- Закона Донецкой Народной Республики «О введении в действие некоторых законов Донецкой Народной Республики».

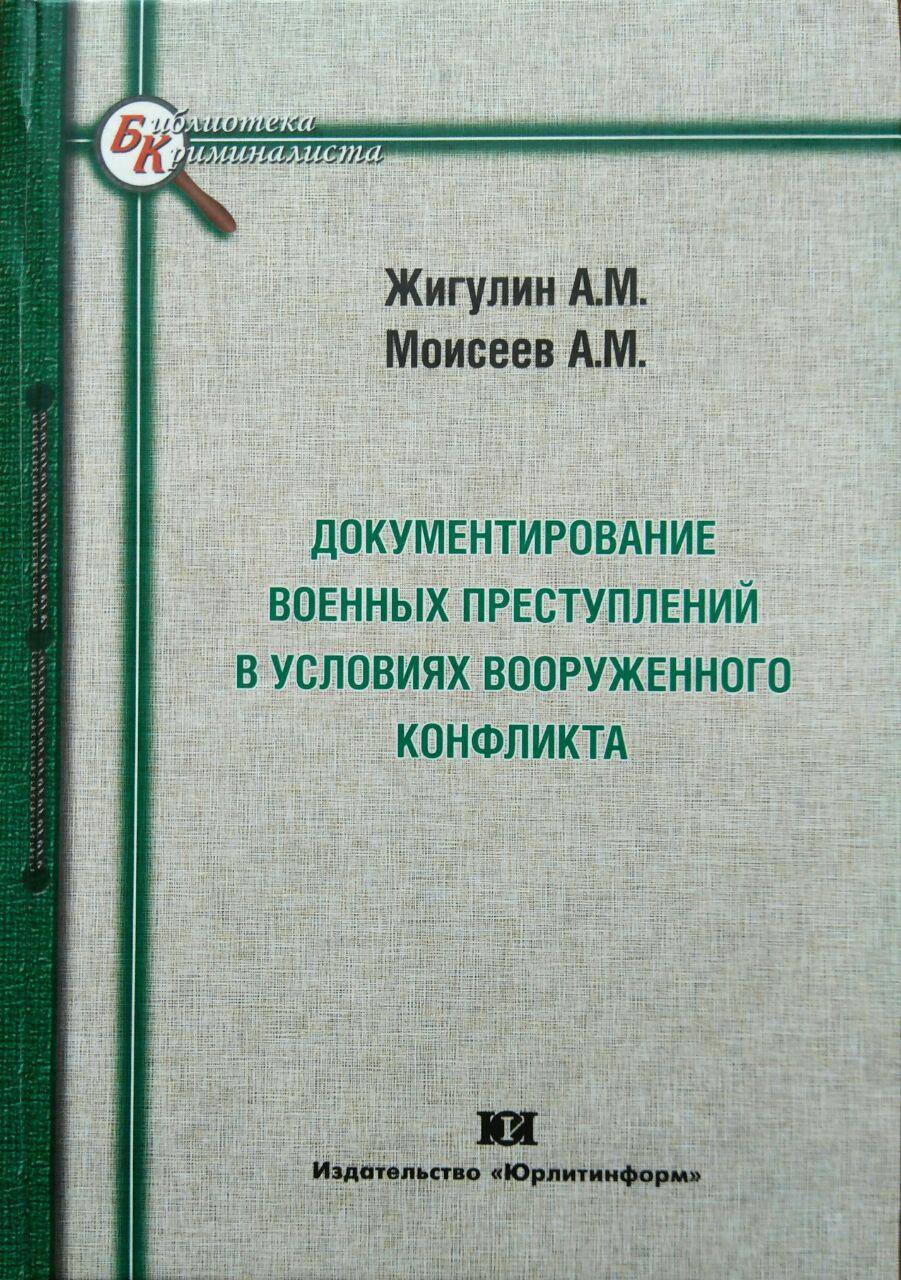
Документирование военных преступлений в условиях вооруженного конфликта : монография / А. М. Жигулин, А. М. Моисеев

Является соавтором монографии «Документирование военных преступлений в условиях вооруженного конфликта», в которой детально расписана технология фиксации и исследования обстоятельств события с признаками военных преступлений. Активный участник многочисленных научных и научно-практических конференций как в Республике, так и в Российской Федерации.

### Является автором и соавтором множества научных статей
- Жигулин А. М. Международно-правовое толкование конфликта в Новороссии // Гуманитарная ситуация на Донбассе: международно-правовой аспект. — Сборник статей по материалам I заседания международного круглого стола (Донецк, ДонЮА, 28 октября 2015 г.) / [отв. ред. д.ю.н. А. М. Моисеев]. — Донецк, ДонЮА: Изд-во «Edit», 2015—164 с. — С. 10-14.
- Жигулин А. М. Модель социально-экономической политики государства: аспект законотворчества // Финансово-экономические и социально-правовые приоритеты развития государства: проблемы и перспективы: материалы междунар. науч.-практ. интернет-конф., 17 декабря 2015 г., г. Донецк. — Донецк: ДонГУУ, 2015. — 345 с. — С. 226—230.
- Жигулин А. М. Общественность в условиях социального конфликта: юридико-международный аспект // Вестник Российской нации. — 2015. — № 5. — С. 250—261.
- Жигулин А. М., Моисеев А. М. Документирование военных преступлений: криминалистический аспект // Ученые записки Крымского федерального университета имени В. И. Вернадского Юридические науки. — 2015. — Т. 1 (67). № 3. — С. 70-78.
- Жигулин А. М., Моисеев А. М. Документирование военных преступлений в условиях вооруженного конфликта: монография. — М.: Юрлитинформ, 2016. — 208 с.
- Жигулин А. М. Актуальные вопросы международного признания Донецкой Народной Республики // Вестник государственного образовательного учреждения высшего профессионального образования «Донбасская юридическая академия» (Юридические науки). — № 1 / 2016-06-27. — С. 48-55.
- Жигулин А. М. Документирование военных преступлений: Донбасский эпилог // международный Круглый стол «Нюрнбергский процесс и проблемы современного права» 10.11.2016 г.
- Жигулин А. М. Документирование преступлений в условиях вооруженного конфликта // Уголовное производство: процессуальная теория и криминалистическая практика: материалы IV международной научно-практической конференции 28-29 апреля 2016 года, г. Симферополь-Алушта / отв. ред. М. А. Михайлов, Т. В. Омельченко; Крымский федеральный университет имени В. И. Вернадского. — Симферополь: ИТ «АРИАЛ», 2016. — С. 24-26.
- Жигулин А. М. Законотворчество в государстве с непризнанным статусом // Актуальные проблемы совершенствования законодательства и правоприменения: сб. материалов II Междунар. круглого стола / редкол.: Е. В. Позднякова (отв. ред.) [и др.]. — Курск: ООО «Планета», 2016. — С. 102—106.
- Жигулин А. М. Квалификация конфликта на Донбассе: международно-правовой аспект // Russian Journal of Legal Studies. — 2016. — № 1 (5). — С. 45-52.
- Жигулин А. М. К вопросу об особенностях законотворческого процесса в государстве с непризнанным статусом // Вестник Российской нации. — 2016. — № 4. — С. 205—214.
- Жигулин А. М. Методология документирования преступлений в условиях вооруженного конфликта // научный журнал «Научные ведомости Белгородского государственного университета. Серия Философия. Социология. Право» 04.03.2016.
- Жигулин А. М. Путь разрешения вооруженного конфликта // Донецкие чтения 2016. Образование, наука и вызовы современности: Материалы I Международной научной конференции (Донецк, 16-18 мая 2016 г.). — Том 8. Юридические науки / под общей редакцией проф. С. В. Беспаловой. — Ростов-на-Дону: Издательство Южного федерального университета, 2016. — С. 47-49.
- Жигулин А. М., Моисеев А. М. Технология оформления материалов документирования преступлений общественной комиссией в условиях вооруженного конфликта // Проблемы государственно-правового строительства в современной России: анализ, тенденции, перспективы сборник материалов Международной научно-практической конференции. — Курск: ЗАО «Университетская книга», 2016. — С. 49-52.
- Моисеев А. М., Жигулин А. М. Активная позиция следственных органов во взаимодействии с общественностью в особых условиях // Оптимизация предварительного следствия: материалы Международной научно-практической конференции (Москва, 19 мая 2016 года) / под общ. ред. А. И. Бастрыкина. — М.: Академия Следственного комитета Российской Федерации, 2016. — 493 с. — С. 297—300.
- Моисеев А. М., Жигулин А. М. Внепроцессуальный субъект доказывания в международном уголовном судопроизводстве // Известия Тульского государственного университета. Экономические и юридические науки. — 2016. — № 1-2. — С. 74-79.
- Моисеев А. М., Жигулин А. М. Дистанционный допрос специалиста (эксперта) в международных судебных инстанциях // Уголовное производство: процессуальная теория и криминалистическая практика: материалы IV международной научно-практической конференции 28-29 апреля 2016 года, г. Симферополь-Алушта / отв. ред. М. А. Михайлов, Т. В. Омельченко; Крымский федеральный университет имени В. И. Вернадского. — Симферополь: ИТ «АРИАЛ», 2016. — С. 56-58.
- Моисеев А. М., Жигулин А. М. Документирование военных преступлений: модель взаимодействия его субъектов // Вестник Омского университета. Серия «Право». — 2016. — № 4 (49). — С. 204—212.
- Моисеев А. М., Жигулин А. М. Документирование военных преступлений: взаимодействие его субъектов с международными судебными инстанциями // Правопорядок: история, теория, практика. — № 2 (9) / 2016. — С. 31-37.
- Моисеев А. М., Жигулин А. М. Донбасс: международный характер конфликта и технология его документирования // Юг России и сопредельные страны в войнах и вооруженных конфликтах: материалы Всероссийской научной конференции с международным участием (Ростов-на-Дону, 22-25 июня 2016 г.). — Ростов н/Д: Изд-во ЮНЦ РАН, 2016. — С. 389—396.
- Моисеев А. М., Жигулин А. М. Достоверность и объективность результатов документирования преступлений общественностью // научный журнал «Библиотека криминалиста» 22.01.2016.
- Моисеев А. М., Жигулин А. М. Достоверность материалов, представляемых в Международный уголовный суд // Российское право: образование, практика, наука. — 2016. — № 4 (94). — С. 24-27.
- Моисеев А. М., Жигулин А. М. Общественный контроль за документированием преступлений на территории военного конфликта // Вестник государственного образовательного учреждения высшего профессионального образования «Донбасская юридическая академия» (Юридические науки). — № 1 / 2016-06-27. — С. 95-104.
- Моисеев А. М., Жигулин А. М. Понятие технологии документирования и научный подход к формированию её структуры // Сибирский юридический вестник. — 2016. — № 3 (74). — С. 120—126.
- Моисеев А. М., Жигулин А. М. Технологический подход к оформлению материалов документирования, предоставляемых в международные судебные инстанции // Вестник Уральского института экономики, управления и права. — 2016. — № 2. — С. 34-41.
- Моисеев А. М., Жигулин А. М. Технология документирования военных преступлений // Russian Journal of Legal Studies. — 2016. — Vol. (6), Is. 2. — С. 70-77
- Моисеев А. М., Жигулин А. М. Дистанционное взаимодействие общественной комиссии и международных судебных инстанций // Журнал гражданского и уголовного права. — 2017. — 4 (1). — С. 20-28.
- Жигулин А. М., Моисеев А. М. Социальная направленность уголовно-правовой политики Донецкой Народной Республики // научный журнал «Этносоциум» 30.03.2017.
- Жигулин А. М., Моисеев А. М. Конституционные истоки уголовно-правовой политики Донецкой Народной Республики // Уголовное производство: процессуальная теория и криминалистическая практика: материалы Международной научно-практической конференции, 27-29 апреля 2017 года, г. Симферополь-Алушта / отв.ред. М. А. Михайлов, Т. В. Омельченко; Крымский федеральный университет имени В. И. Вернадского. — Симферополь: ИТ «АРИАЛ», 2017. — 154 с. — С. 50-52.
- Жигулин А. М. Концепция борьбы с преступностью: аспект государственного строительства // Пути повышения эффективности управленческой деятельности органов государственной власти в контексте социально-экономического развития территорий: материалы науч.-практ. конф., 6-7 июня 2017 г. Донецк. Секция 1: Социально-правовое регулирование общественных отношений: актуальные проблемы и требования современности / ГОУ ВПО «ДонАУиГС». — Донецк: ДонАУиГС, 2017. — С. 9-10.
- Жигулин А. М., Стройкова О. М. Концепция профилактики и борьбы с преступностью: социально-экономический аспект // Вестник Донбасской юридической академии: сборник научных трудов / под ред. Р. С. Алимова. — Вып. 3. — Донецк: ДЮА, 2017. — С. 51-57.
- Жигулин А. М., Моисеев А. М. Концепция борьбы с преступностью в Донецкой Народной Республике: конституционные истоки и перспективы формирования // Следствие в России: три века в поисках концепции: материалы Международной научно-практической конференции (Москва, 12 октября 2017 года) / под общ. ред. А. И. Бастрыкина. — М.: Московская академия Следственного комитета Российской Федерации, 2017. — С. 211—214.
- Моисеев А. М., Жигулин А. М. Расследование преступлений террористического характера в условиях вооруженного конфликта на территории непризнанного государства // Международная научно-практическая конференция «Преступления против мира и безопасности человечества: современные формы терроризма и экстремизма» (19 октября 2017 г. Санкт-Петербургская Академия Следственного Комитета, г. Санкт-Петербург) 9.10.2017 г.
- Жигулин А. М. Концепция борьбы с преступностью: аспект государственного строительства // Международная научная конференция студентов и молодых ученых «Донецкие чтения 2017: Русский мир как цивилизационная основа научно-образовательного и культурного развития Донбасса» (ДонНУ) 22.09.2017 г.
- Жигулин А. М. Конституционные основы и перспективы формирования Концепции борьбы с преступностью в Донецкой Народной Республике // V Международная научно-практическая конференция «Уголовная политика и правоприменительная практика» (3 ноября 2017 г., РГУП, г. Санкт-Петербург) 17.10.2017.

## Семья
Женат, двое детей, сын Ростислав и дочь Анастасия.

## Санкции
8 апреля 2022 года, за «действия и политику, которые подрывают территориальную целостность, суверенитет и независимость Украины, и еще больше дестабилизируют Украину» внесён в санкционный список стран Евросоюза.
26 апреля 2022 года включён в санкционный список Канады «за соучастие в продолжающихся нарушениях суверенитета и территориальной целостности Украины со стороны российского режима».
Позднее, по аналогичным основаниям, попал под санкции Швейцарии, Великобритании, Украины и Японии.

## Награды
13 декабря 2017 года — награждён Почетной грамотой Главы Донецкой Народной Республики за значительный личный вклад в создание и совершенствование законодательства Донецкой Народной Республики.
20 ноября 2020 года - награждён Почетной грамотой Народного Совета Донецкой Народной Республики
11 ноября 2022 года - награждён Почетным знаком Народного Совета Донецкой Народной Республики за существенный вклад в развитие законодательства Донецкой Народной Республики и парламентаризма в Донецкой Народной Республике, обеспечение прав и свобод граждан Донецкой Народной Республики, укрепление демократии и конституционного строя в Донецкой Народной Республике, за активную общественно-политическую деятельность и укрепление межпарламентских связей.
08.02.2023 г. – награждён медалью «За ратную доблесть».
20.05.2023 г. - награждён медалью «За отвагу».